# البلشفية اليهودية
البلشفية اليهودية، هي معاداة للشيوعية والسامية، والتي تزعم أن اليهود كانوا منشئي الثورة الروسية في عام 1917، وأنهم احتفظوا بالسلطة الأساسية بين البلاشفة الذين قادوا الثورة. وبالمثل، تزعم نظرية المؤامرة للشيوعية اليهودية أن اليهود قد سيطروا على الحركات الشيوعية في العالم، وترتبط بنظرية مؤامرة حكومة الاحتلال الصهيونية (ZOG)، والتي تزعم أن اليهود يسيطرون على السياسة العالمية. 
في عام 1917، بعد الثورة الروسية، كان الشعار المعاد للسامية هو عنوان المنشور، البلشفية اليهودية، والذي ظهر في الدعاية العنصرية لقوات الحركة البيضاء المناهضة للشيوعية خلال الحرب الأهلية الروسية (1918-1922). خلال ثلاثينيات القرن العشرين، نشر الحزب النازي في ألمانيا والبوند الأمريكي الألماني في الولايات المتحدة النظرية المعادية للسامية لأتباعهم والمتعاطفين معهم وزملائهم المسافرين.    في بولندا، كانت «البلشفية اليهودية»، والمعروف باسم " okydokomuna "، صورة نمطية لا سامية انتشرت على نطاق واسع خلال فترة ما بين الحربين (1918-1939). في السياسات اليمينية المتطرفة، تعتبر كلام «البلشفية اليهودية» و «الشيوعية اليهودية» و«مؤامرة حكومة الاحتلال الصهيونية» (ZOG) من الشعارات المعادية للسامية كلمات زائفة تؤكد أن الشيوعية هي مؤامرة يهودية.

## أصولها
ظهر الربط بين اليهود والثورة في ظل تدمير روسيا خلال الحرب العالمية الأولى. عندما عرقلت ثورات عام 1917 مجهود روسيا الحربي، تطورت نظريات المؤامرة بعيدًا عن برلين وبيتروغراد، إذ عزا العديد من البريطونيين مثلًا الثورة الروسية إلى «ارتباط واضح بين البلاشفة والألمان واليهود». بحلول ديسمبر 1917، كان خمسة فقط من أصل واحدٍ وعشرين عضوًا في اللجنة المركزية الشيوعية من اليهود: مفوض الشؤون الخارجية، ورئيس مجلس السوفييت الأعلى، ونائب رئيس مجلس مفوضي الشعب، ورئيس سوفييت بتروغراد، ونائب مدير تشيكا، الشرطة السرية.
يرتبط الانتشار العالمي للمفهوم في عشرينيات القرن العشرين بنشر بروتوكولات حكماء صهيون وتعميمها، وهي وثيقة مزورة تزعم وصف مؤامرة يهودية سرية تهدف إلى الهيمنة على العالم. أثار هذا الادعاء قضية حول يهودية بعض البلاشفة القياديين (مثل ليون تروتسكي) أثناء ثورة أكتوبر وبعدها. قال دانيال بايبس أن «البيض أشاعوا هذه الاتهامات بين الجمهور الدولي من خلال بروتوكولات حكماء صهيون بشكل رئيسي». كتب جيمس ويب أنه من النادر أن نجد مصدرًا معاديًا للسامية بعد عام 1917 «لا يستند إلى التحليل الروسي الأبيض للثورة».

## انخراط اليهود في الشيوعية الروسية
كانت معاداة السامية موجودة في الإمبراطورية الروسية ثقافيًا ومؤسسيًا، إذ كان اليهود مقيدين بالعيش داخل نطاق الاستيطان، وعانوا المذابح المدبرة بحقهم (البوغروم).
نتيجة لذلك، دعم العديد من اليهود التغييرات التدريجية أو الثورية داخل الإمبراطورية الروسية. شملت تلك الحركات أحزاب اليسار المتطرف (الأناركية اليهودية والبوند والبلاشفة والمناشفة) وأحزاب اليسار المعتدل (الترودوفيك) والأحزاب الدستورية (الديمقراطيين الدستوريين). وفقًا لتعداد الحزب البلشفي لعام 1922، كان هناك 19,564 من البلاشفة اليهود، ما يشكل 5.21% من المجموع، وفي عشرينيات القرن العشرين، مثّل اليهود العرقيون 6% من أصل 417 عضوًا في اللجنة التنفيذية المركزية، واللجنة المركزية للحزب، ومجلس السوفييت الأعلى في اتحاد الجمهوريات السوفيتية الاشتراكية والجمهورية الروسية، ومفوضي الشعب. بين عامي 1936 و 1940، أثناء التطهير الكبير وبعد الاتفاق الألماني السوفييتي، استأصل ستالين اليهود إلى حد كبير من المناصب العليا الحزبية والحكومية والدبلوماسية والأمنية والعسكرية.

بالغ بعض الباحثين مبالغة كبيرة في الوجود اليهودي في الحزب الشيوعي السوفيتي. على سبيل المثال، قال ألفريد جنسن أنه في العشرينيات من القرن العشرين، كان «75 في المئة من البلاشفة البارزين» من «أصل يهودي». وفقًا لآرونوفيتش «أظهر فحص سريع لعضوية اللجان العليا أن هذا العدد مبالغة سخيفة». 

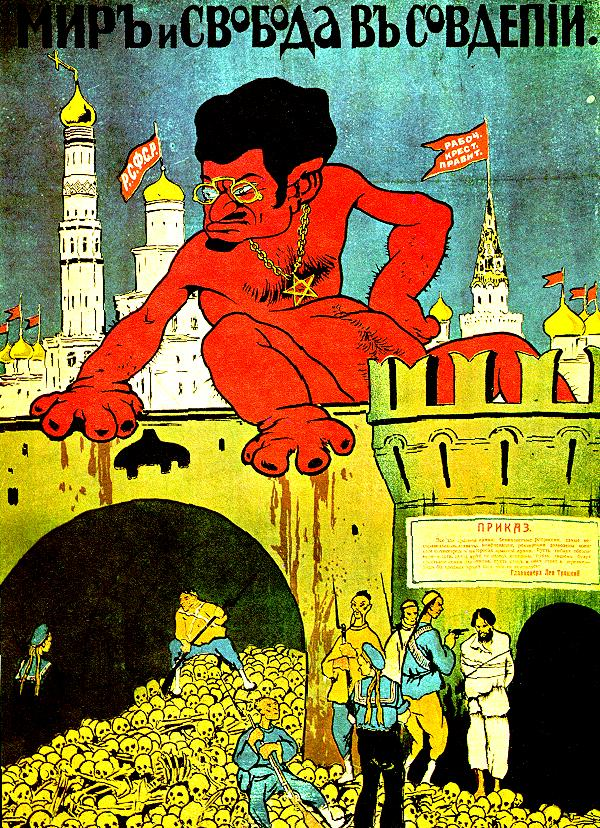
ملصق دعاية الحركة البيضاء من حقبة الحرب الأهلية الروسية (1919)، وهو رسم كاريكاتوري لليون تروتسكي ، الذي كان ينظر إليه كرمز للبلشفية اليهودية.

## ألمانيا النازية
يتتبع والتر لاكيور نظرية المؤامرة اليهودية البلشفية إلى المنظّر النازي ألفريد روزنبيرغ، الذي اعتبر البلشفية «ثورة الأعراق اليهودية والسلافية والمنغولية ضد العرق الألماني (الآري) في روسيا». وفقًا لروزنبيرغ، كان الألمان مسؤولين عن إنجازات روسيا التاريخية وهُمّشوا من قبل البلاشفة الذين لا يمثلون مصالح الشعب الروسي، وإنما مصالح السكان من أصول يهودية وصينية.
يناقش مايكل كيلوغ في أطروحته للدكتوراه بأن الأيديولوجية العنصرية للنازيين تأثرت تأثرًا كبيرًا بالمهاجرين البيض في ألمانيا، الذين كانوا رعايا سابقين للإمبراطورية الروسية، رغم أن معظمهم من أصل غير روسي: الألمان العرقيون، وسكان أراضي البلطيق بمن فيهم الألمان البلطيقيون والأوكرانيون. كان تنظيمهم أوفباو ذا دورٍ كبير (إعادة الإعمار: التنظيم الاقتصادي السياسي للشرق). على سبيل المثال، ساهم قائده في إتاحة بروتوكولات حكماء صهيون باللغة الألمانية. ويناقش أيضًا بأن هتلر كان في وقت سابق فيلوساميًا إلى حد ما، وأصبح معاديًا للسامية بشكل متطرف منذ عام 1919 تحت تأثير قناعات المهاجرين البيض عن مؤامرة اليهود -اتحاد خفي من الرأسماليين إلى البلاشفة- لغزو العالم. وبالتالي يكون استنتاجه أن المهاجرين البيض كانوا مصدر المفهوم النازي للبلشفية اليهودية. تقول آنماري سامارتينو أن هذا الرأي مثير للجدل. رغم اليقين في أن المهاجرين البيض لعبوا الدور الأكبر في تعزيز فكرة «البلشفية اليهودية» بين النازيين، يوجد المفهوم أيضًا في العديد من وثائق ألمانيا في وقت مبكر بعد الحرب العالمية الأولى. كان لدى ألمانيا أيضًا نصيبها من الشيوعيين اليهود «لتغذية أوهام المعادين للسامية الألمان» دونما البلاشفة الروس.
أعلن هتلر خلال عشرينيات القرن العشرين أن مهمة الحركة النازية تدمير «البلشفية اليهودية». أكد هتلر أن «الرذائل الثلاثة للماركسية اليهودية» هي الديمقراطية والسلمية والأممية، وأن اليهود كانوا وراء البلشفية والشيوعية والماركسية.
في ألمانيا النازية، عكس مفهوم البلشفية اليهودية تصورًا شائعًا مفاده أن الشيوعية حركة من إلهام اليهود ويقودها اليهود تسعى للهيمنة على العالم منذ بدايتها. نُشر المصطلح في الطباعة في كتيب الصحفي الألماني ديتريش إيكارت عام 1924 «Der Bolschewismus von Moses bis Lenin» («البلشفية من موسى إلى لينين») الذي صوّر كلًا من موسى ولينين على أنهما شيوعيان ويهوديان. وأعقب ذلك طبعة ألفريد روزنبيرغ عام 1923 لوثيقة بروتوكولات حكماء صهيون وكتاب مين كامبف لهتلر في عام 1925، الذي اعتبر البلشفية «جهود اليهود المبذولة في القرن العشرين للسيطرة على العالم في حد ذاته».
وفقًا لزعيم الجواسيس والكاتب الفرنسي هنري رولين، استندت «الهتلرية» إلى «الثورة المضادة المعادية للسوفييت» التي روّجت «لخرافة المؤامرة اليهودية الماسونية البلشفية الغامضة»، ما يستتبع أن الحرب العالمية الأولى حرّضت عليها مؤامرة يهودية ماسونية كبيرة لإسقاط الإمبراطوريات الروسية والألمانية والنمساوية المجرية وتطبيق البلشفية بإثارة الأفكار الليبرالية.
كانت وكالة الأنباء فيلت دينست العالمية المؤيدة للنازية والمعادية للسامية التي أسسها أولريش فليشهاور عام 1933 مصدرًا رئيسيًا للدعاية عن البلشفية اليهودية في ثلاثينيات وأوائل الأربعينيات من القرن العشرين.
ظهرت داخل الجيش الألماني نزعة تَعدّ الشيوعية السوفيتية مؤامرةً يهودية منذ الحرب العالمية الأولى، وهو أمر أصبح رسميًا في عهد النازيين. في كتيب نشره إيوالد بانس عام 1932 من الجمعية الوطنية الألمانية للعلوم العسكرية الممولة من الحكومة، وصف القيادة السوفيتية بأنها يهودية في معظمها، وتسيطر على السكان الروس المغفلين والحمقى.
وصفت الدعاية، التي روّج لها مختبر الحرب النفسية التابع لوزارة الحرب الألمانية عام 1935، المسؤولين السوفييت بأنهم «في معظمهم يهود قذرون» ودعت جنود الجيش الأحمر إلى النهوض وقتل «مفوضيهم اليهود». لم تُستخدم هذه المادة الدعائية في ذلك الوقت، ولكنها كانت بمثابة أساس للدعاية في أربعينيات القرن العشرين.
شُجّع أعضاء وحدات إس إس على قتال «أشباه البشر البلشفيين اليهود». كتب هاينريش هيملر، زعيم الرايخ إس إس، في الكتيب وحدات إس إس كتنظيم قتالي ضد البلشفية، الذي نُشر في عام 1936:
سنحرص ألا تتمكن ثورة أشباه البشر اليهودية البلشفية من أن تتأجج مرة أخرى في ألمانيا، قلب أوروبا، سواء من الداخل أو بواسطة مبعوثين من الخارج.
قال هتلر في خطابه الموجه إلى الرايخستاغ، مبررًا عملية بارباروسا في عام 1941:
حاول النظام البلشفي اليهودي في موسكو لأكثر من عقدين إشعال النار ليس في ألمانيا فحسب، بل وفي جميع أنحاء أوروبا... تعهّد الحكام البلشفيون اليهود في موسكو بثبات بفرض هيمنتهم علينا وعلى الدول الأوروبية الأخرى وذلك لم يكن من الناحية الروحية فقط، ولكن أيضًا من حيث القوة العسكرية... حان الوقت الآن لمواجهة مؤامرة دعاة الحرب اليهود الأنجلو-ساكسونيين والحكام اليهود في المركز البلشفي في موسكو!
أعطى المشير فيلهلم كايتل أمرًا في 12 سبتمبر 1941 أعلن فيه أن «النضال ضد البلشفية يتطلب إجراءات قاسية وفعالة وصارمة ضد اليهود قبل كل شيء، المعتنقين الرئيسيين للبلشفية».
كتب المؤرخ ريتشارد جي إيفانز أن ضباط الفيرماخت اعتبروا الروس «أشباه بشر»، وكانوا منذ غزو بولندا في عام 1939 يخبرون قواتهم أن الحرب أشعلها «الهوام اليهودي»، موضحين للقوات أن الحرب ضد الاتحاد السوفييتي كانت حربًا للقضاء على ما وُصف بأسماء مختلفة «أشباه البشر البلاشفة اليهود» و «جحافل المغول» و «الفيضان الآسيوي» و «الوحش الأحمر»، وهي لغة تهدف بوضوح إلى إرتكاب جرائم حرب بالتقليل من شأن العدو لما هو أدنى من الإنسان.